# Mark Todd
Pour les articles homonymes, voir Todd.
Mark James Todd, né le 1er mars 1956 à Cambridge en Nouvelle-Zélande, est un cavalier néo-zélandais, élu meilleur cavalier du XXe siècle par la Fédération équestre internationale.
Son palmarès aux Jeux olympiques inclut deux médailles d'or (à Los Angeles en 1984 et à Séoul en 1988), une médaille d'argent (à Barcelone en 1992), et trois médailles de bronze (à Séoul en 1988, à Sydney en 2000 et à Londres en 2012 par équipe). Il gagne les Jeux équestres mondiaux à deux reprises, en 1990 et 1998.

## Sources
- (en) Cet article est partiellement ou en totalité issu de l’article de Wikipédia en anglais intitulé « Mark Todd (equestrian) » (voir la liste des auteurs).